# Medalia Leeuwenhoek
Medalia Leeuwenhoek, stabilită în 1877 de către Academia Regală de Arte și Științe a Olandei (KNAW) (în neerlandeză Koninklijke Nederlandse Akademie van Wetenschappen) în onoarea microscopistului Antoni van Leeuwenhoek din perioada secolul al XVII-lea-secolul al XVIII-lea, este o distincție acordată o dată la fiecare zece ani oamenilor de știință care sunt considerați că au adus cea mai semnificativă contribuție în domeniul microbiologiei, bacteriologiei, virologiei, parazitologiei și microscopiei în timpul deceniului. 
Câștigătorii medaliei Leeuwenhoek sunt:
- 1877 - Christian Gottfried Ehrenberg,  Germania
- 1885 - Ferdinand Cohn,  Germania
- 1895 - Louis Pasteur,  Franța
- 1905 - Martinus Beijerinck,  Țările de Jos
- 1915 - Sir David Bruce,  Regatul Unit
- 1925 - Félix d'Herelle, (în vremea respectivă)  Egipt
- 1935 - Sergei Nikolaevitch Winogradsky,  Franța
- 1950 - Selman Abraham Waksman,  Statele Unite ale Americii
- 1960 - André Lwoff,  Franța
- 1970 - Cornelis Bernardus van Niel (Kees van Niel),  Statele Unite ale Americii
- 1981 - Roger Yate Stanier,  Franța
- 1992 - Carl Woese,  Statele Unite ale Americii
- 2003 - Karl Stetter,  Germania [2]